# Farman F.60
Die Farman F.60 „Goliath“ war ein zweimotoriger Doppeldecker des französischen Herstellers Avions Henri y Maurice Farman aus der Zeit nach dem Ersten Weltkrieg. Sie wurde als Passagiermaschine, Transporter und Bomber verwendet.

## Geschichte

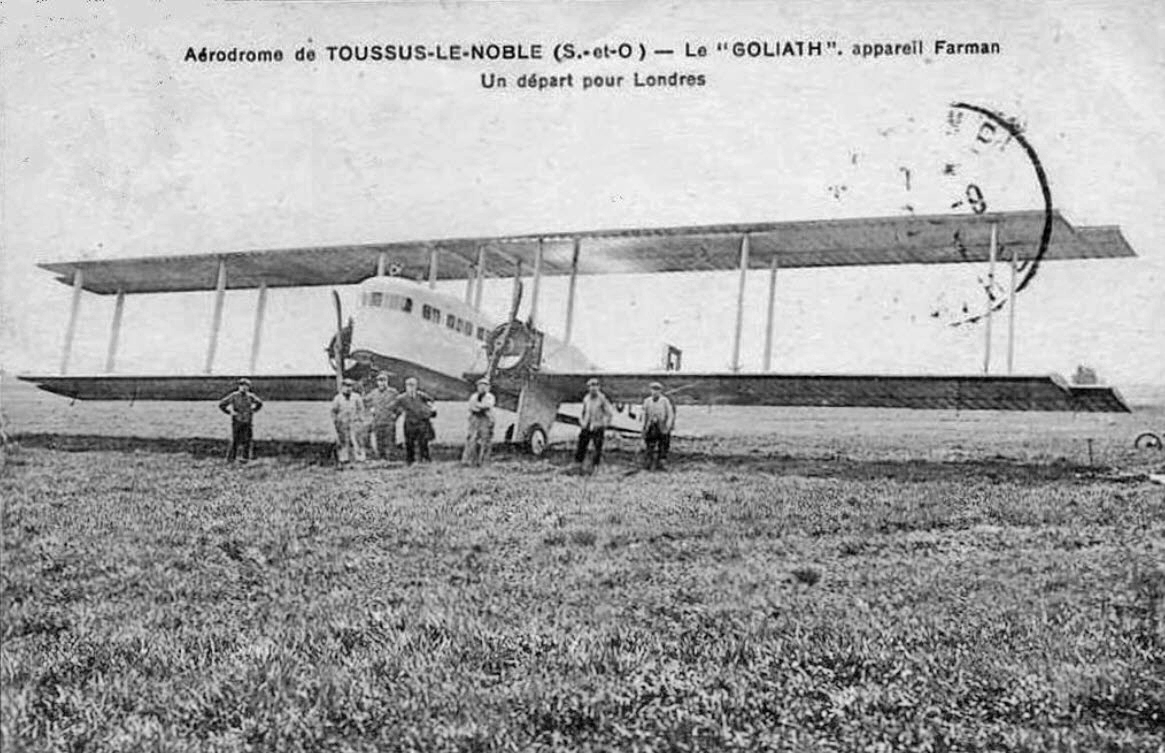
Ab Februar 1919 wurde von den Lignes Aériennes Farman mit einer Farman F.60 „Goliath“ zwischen Toussus-le-Noble bei Paris und der Royal Air Force Station Kenley bei London die erste internationale Linienverbindung eingerichtet

Die Farman F.60 sollte eine Weiterentwicklung des Bombers Farman F.50 werden. Die Zelle wurde weitgehend aus dieser Serie übernommen. Die erste Version mit der Typenbezeichnung FF.60 – ebenfalls ein Bomber – hatte ihren Rollout 1918.
Das aufkommende Interesse an der Zivilluftfahrt veranlasste jedoch die Brüder Henri und Maurice Farman, die Zelle als Passagierversion neu auszulegen. Im Januar 1919 hob die Farman F.60 „Goliath“, ausgerüstet für zwei Mann Besatzung und zwölf Passagiere, zum Erstflug ab. Die Reisegeschwindigkeit betrug 120 km/h, und die Reichweite lag bei 400 Kilometern.
Die „Goliath“ wurde zum Meilenstein in der damaligen französischen Zivilluftfahrt und in weiten Teilen Europas.

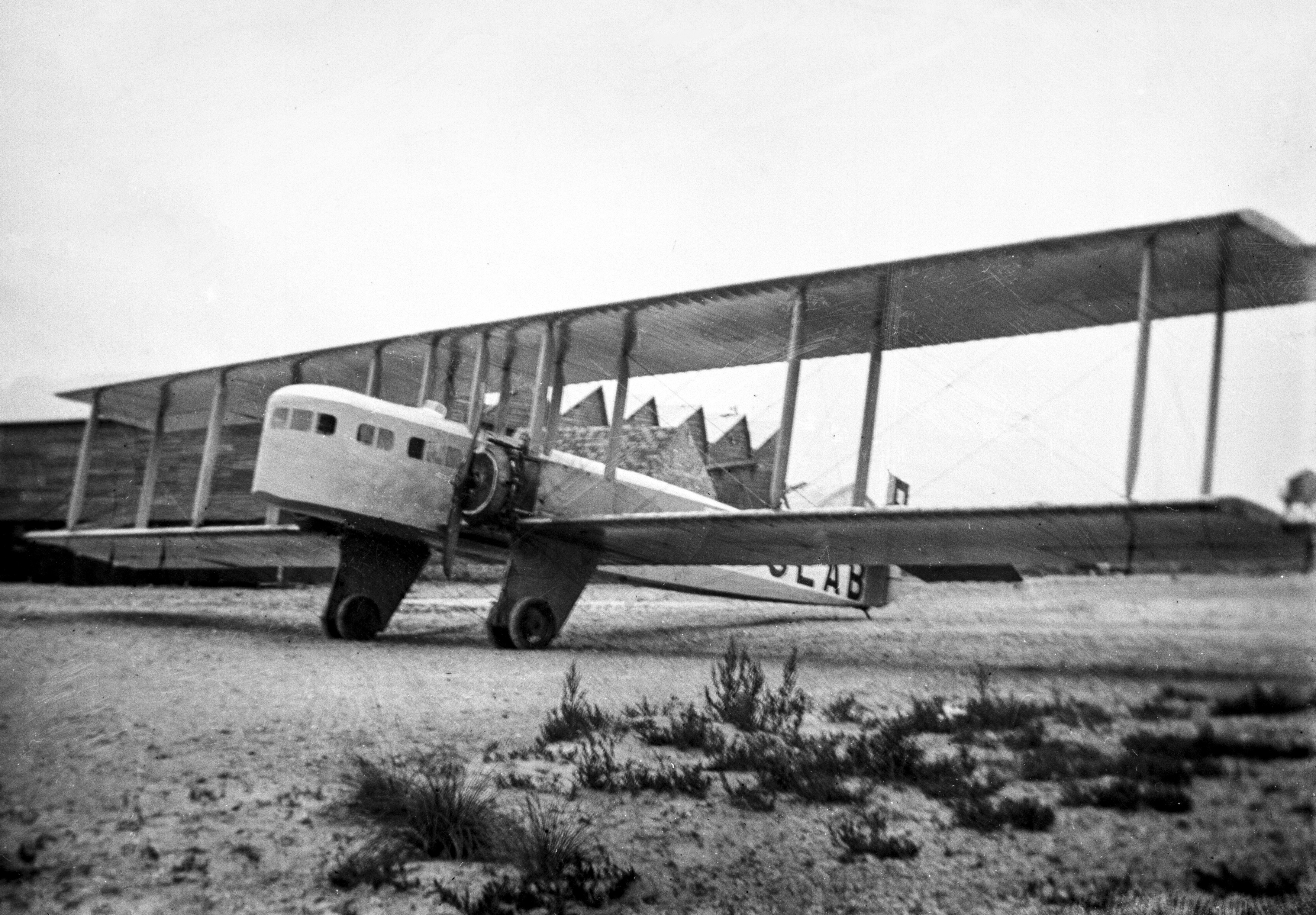
Goliath, London-Paris mit Motorschaden, Le Crotoy 1921

Am 8. Februar 1919 gründeten Henri und Maurice Farman mit der Lignes Aériennes Farman die erste französische Linienfluggesellschaft, die später in der Air France aufging. Der erste kommerzielle internationale Passagierflug wurde an diesem Tag von Werkspilot Lucien Bossoutrot mit einer F.60 „Goliath“ durchgeführt. Er flog mit elf als Militärs angezogenen Passagieren (England erlaubte noch kein Überfliegen seines Gebiets mit Zivilpassagieren) an diesem Tag von Toussus-le-Noble bei Paris nach Kenley bei London. Die damalige Deutsche Luftreederei (DLR) setzte die F.60 im Liniendienst zwischen Berlin und Weimar ein.
Noch im April desselben Jahres stellte Lucien Bossoutrot mit vier Passagieren an Bord einen Rekord auf. Er stieg auf eine Höhe von 6300 Metern über Grund und verweilte dort fünf Minuten lang. Am 25. Mai folgte ein erneuter Aufstieg mit 25 Passagieren auf 5100 Meter.
Im August erfolgte ein Langstreckenrekord. Die beiden Piloten Bossoutrot und Coupet flogen mit sechs Passagieren an Bord in 18 Stunden und 23 Minuten eine Strecke von 2050 Kilometern von Paris nach Casablanca.
Im Liniendienst wurde die F.60 „Goliath“ von Frankreich nach Rumänien von der CIDNA eingesetzt.
Über 60 Maschinen der F.60 „Goliath“ in der Zivil-Variante als Passagierflugzeuge wurden gebaut, viele gingen nach Belgien, Deutschland, Italien, Südamerika und in die Tschechoslowakei. Unter Lizenz wurden 8 Farman F.60 ab 1929 bei Avia in der Tschechoslowakei gefertigt.

## Militärversion
Die meisten Farman F.60 wurden als Bomber ab 1922 in Frankreich gebaut. Die Maschinen waren unter verschiedenen Typenbezeichnungen im Einsatz. Insgesamt wurden folgende militärisch genutzten Varianten gebaut:
- F60 BN2: Dreisitziger Nachtbomber (BN steht für "bombardement nuit") 210 Stück für die französische Armee und Marine, angetrieben von 300-PS-Salmson 9Zm-Sternmotoren
- F60 Torp: Torpedobomber, statt mit Landfahrwerk mit Schwimmern, Triebwerke 2 Gnome-Rhone Jupiter 9A Sternmotoren mit je 380 PS
- F62 BN4: 1925 wurden einige dieser Variante an die Sowjetunion geliefert, mit denen zwei Fliegerstaffeln ausgerüstet wurden und die ab 1930 zur Sprungausbildung der neu im Entstehen begriffenen Luftlandetruppen genutzt wurden.[2]. Angetrieben wurden sie von je 2 Lorraine-Dietrich 12-Zylinder-V-Motoren mit je 450 PS
- F62 BN5: fünfsitziger Nachtbomber, Motoren 400-PS Lorraine-Dietrich 12Db
- F63 BN4: Ähnlich der Export-Variante für die Sowjetunion, aber mit je 2 Gnome-Rhone Jupiter 9A Sternmotoren mit je 380 PS, 42 Stück für die französische Marine-Luftwaffe
- F65: 60 Stück Torpedobomber für die französische Marine-Luftwaffe mit je 2 Gnome-Rhone Jupiter 9A Sternmotoren mit je 380 PS, das Radfahrwerk jederzeit  gegen Schwimmer austauschbar
- F66: 2 Stück für die französische Marine-Luftwaffe mit 260-PS-Motoren Salmson CM9.
- F66 BN3:1 Stück eines dreiplätzigen Nachtbombers mit je 2 Gnome-Rhone Jupiter 9A Sternmotoren mit je 380 PS als Musterflugzeug für einen Export nach Rumänien, zu dem es aber nicht kam.
- F68 BN4: 32 Stück ab 1925 als Ausführung für die polnische Armee, siehe Sonderartikel Farman F.68

## Technische Daten

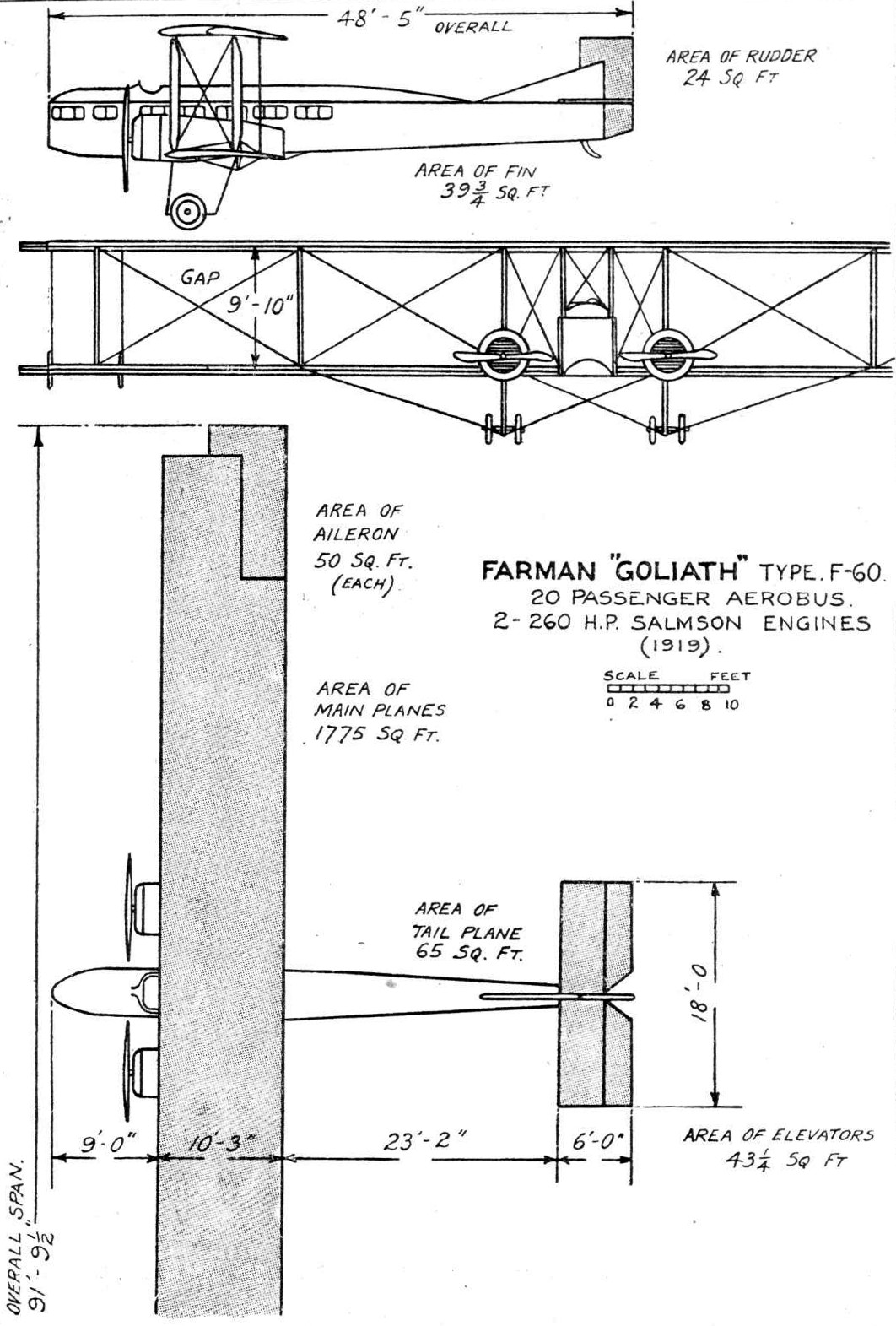
Dreiseitenansicht

| Kenngröße             | Daten                                                                   |
| --------------------- | ----------------------------------------------------------------------- |
| Besatzung             | 2                                                                       |
| Passagiere            | 12                                                                      |
| Länge                 | 14,33 m                                                                 |
| Spannweite            | 26,50 m                                                                 |
| Höhe                  | 4,91 m                                                                  |
| Flügelfläche          | 161 m²                                                                  |
| Nutzlast              | 1330 kg                                                                 |
| Leermasse             | 2500 kg                                                                 |
| Startmasse            | 4770 kg                                                                 |
| Reisegeschwindigkeit  | 120–150 km/h in 4000 m über NN                                          |
| Höchstgeschwindigkeit | 170 km/h                                                                |
| Dienstgipfelhöhe      | 6300 m                                                                  |
| Reichweite            | 400 km                                                                  |
| Triebwerke            | 2 × Salmson-CM.9 mit 9 Zylindern, 260 PS (191 kW), 2 Vierblattpropeller |